# برونو لوبيز
برونو لوبيز (19 أغسطس 1986 في كوريتيبا في البرازيل – )؛ هو لاعب كرة قدم سابق كان يلعب كمهاجم.

## وصلات خارجية
- برونو لوبيز على موقع رابطة كرة القدم اليابانية للمحترفين (اليابانية)
- برونو لوبيز على موقع قاعدة بيانات كرة القدم.إي يو (الإنجليزية)
- برونو لوبيز على موقع Soccerway.com (الإنجليزية)
- برونو لوبيز على موقع عالم كرة القدم.نت (الإنجليزية)
- برونو لوبيز على موقع AS.com (الإسبانية)